# Patoka (województwo dolnośląskie)
Patoka – wieś w Polsce położona w województwie dolnośląskim, w powiecie bolesławieckim, w gminie Gromadka.
W miejscowości działa parafia greckokatolicka Opieki Matki Bożej.

## Podział administracyjny
W latach 1975–1998 miejscowość administracyjnie należała do województwa legnickiego.